# Moricone
Moricone ist eine italienische Gemeinde in der Metropolitanstadt Rom in der Region Latium mit 2442 Einwohnern (Stand 31. Dezember 2023).

## Geographie
Moricone befindet sich 47 km nordöstlich von Rom und 24 km nördlich von Tivoli. Der Ortskern liegt auf einem Ausläufer der Monti Lucretili nördlich von Tivoli. Zur Gemeinde gehört auch der Ortsteil Osteria Moricone in der Ebene des Tibertals. Das Gemeindegebiet erstreckt sich über eine Höhe von 68 bis 644 m s.l.m. Moricone ist Mitglied der Comunità Montana Monti Sabini e Tiburtini.
Die Gemeinde liegt in der Erdbebenzone 2 (mittel gefährdet).
Die Nachbargemeinden sind Monteflavio, Montelibretti, Montorio Romano und Palombara Sabina.

### Verkehr
Moricone liegt an der Staatsstraße 636, welche die Via Salaria mit Tivoli und der Autobahn A24, Auffahrt Tivoli, verbindet. Der nächste Bahnhof liegt in Montelibretti an der Regionalbahnstrecke FR1 vom Flughafen Rom-Fiumicino über Rom-Tiburtina nach Orte in 15 km Entfernung.

## Geschichte
Die früheste Erwähnung datiert von 1272 als Besitz der Familie De Palumba. Im Jahr 1611 kaufte Marcantonio Borghese den Ort für 100.000 Scudi den Savelli ab. 1871 ging er durch Heirat an die Torlonia über, denen am Ende die Sforza Cesarini folgten.

## Bevölkerungsentwicklung
| Jahr      | 1881 | 1901 | 1921 | 1936 | 1951 | 1971 | 1991 | 2001 |
| --------- | ---- | ---- | ---- | ---- | ---- | ---- | ---- | ---- |
| Einwohner | 918  | 1486 | 1704 | 2036 | 1973 | 2088 | 2307 | 2354 |

Quelle: ISTAT

## Politik
Giovanni Battista Pascazi (Lista Civica: Progetto Comune) wurde am 26. Mai 2019 zum neuen Bürgermeister gewählt.

## Sehenswürdigkeiten
Das Castello Savelli stammt aus dem 13. Jahrhundert